# Hush (chanson de Tool)
Singles de Tool
Sober
(1993)
Hush est une chanson du groupe de métal progressif américain Tool issue de l'EP Opiate, enregistrée en 1991 et coproduite par Sylvia Massy au Sound City Studios. Diffusé en 1992, il s'agit du seul single tiré de Opiate et de la première chanson du groupe à avoir contribué à forger sa réputation. Les paroles dénoncent l'action de la femme politique Tipper Gore et de la censure, un thème récurrent dans l’œuvre de Tool,,.

## Membres au moment de l'enregistrement
- Maynard James Keenan – chant
- Adam Jones –guitare
- Paul D'Amour – basse
- Danny Carey – batterie